# Aarno Salosmaa
Aarno Olavi Salosmaa, född 1 oktober 1941 i Helsingfors, död 6 februari 2008, var en finländsk målare. 
Salosmaa studerade vid Finlands konstakademis skola 1959–1963 och 1964–1965. Han gjorde först små collagearbeten, men började i mitten av 1960-talet också måla, både i akvarell och i olja. Hans färgskala är dämpad och han utnyttjar med känslig smak materialets ytstruktur. Trots sin abstrakta utformning äger hans verk en konkret föremålskaraktär, vilket ofta understryks av infogade små bokstäver eller siffror.